# George Francis Lyon
George Francis Lyon (Chichester, 23 de enero de 1796 – Océano Atlántico, 8 de octubre de 1832) fue un oficial naval y explorador inglés. Se le recuerda por los  diarios y dibujos que realizó, información muy útil para expediciones posteriores en el Ártico.

## Biografía

### Primeros años
Fue el hijo mayor del militar George Lyon y de Louisa Alexandrina Hart.  Fue educado en la Academia Burney en Gosport, Hampshire. Ingresó en la Marina Real británica.

### Expedición al Río Níger

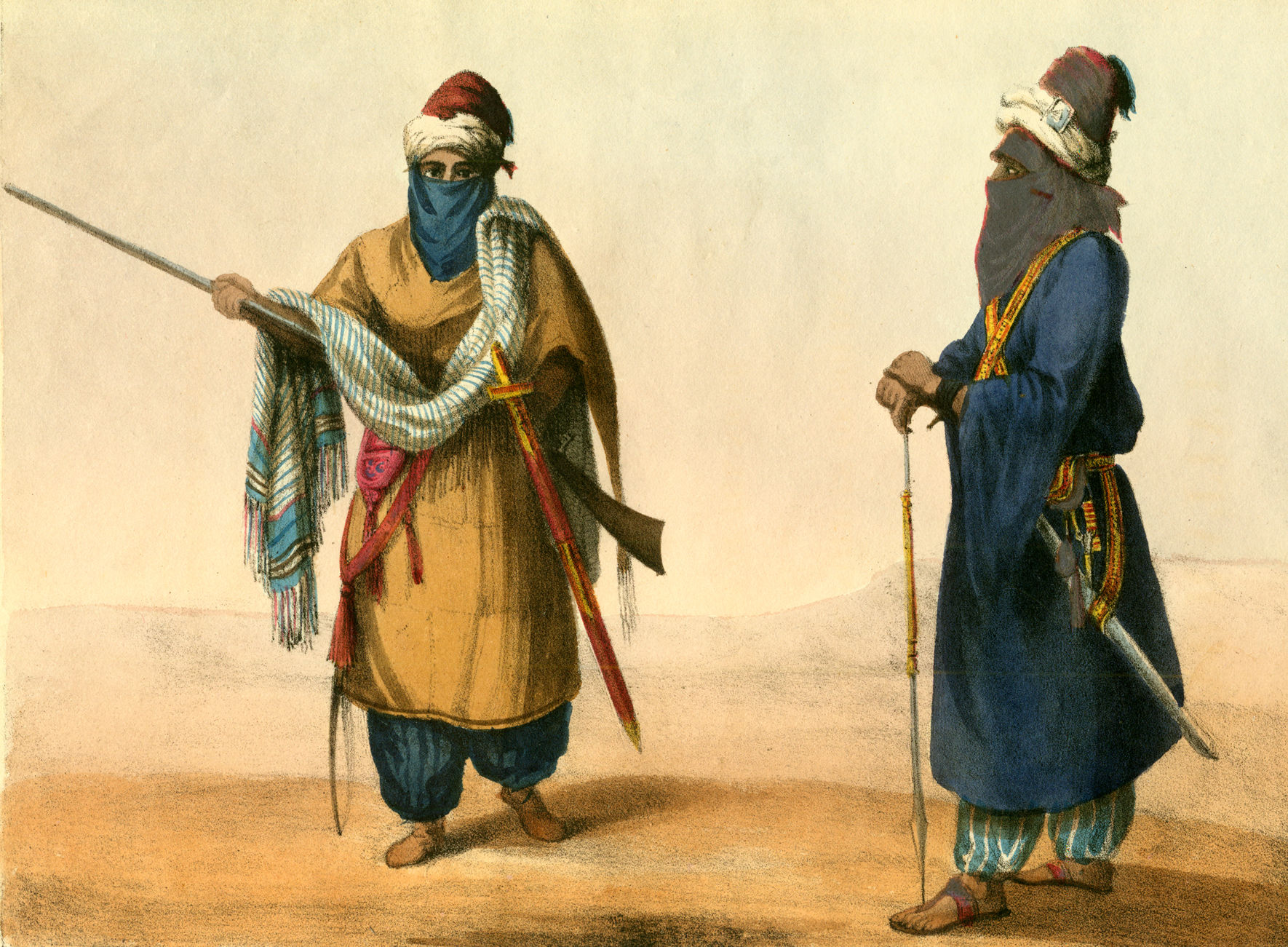
Pueblo tuareg, por Lyon

En 1818, John Barrow lo envió junto con Joseph Ritchie para encontrar el curso del río Níger y la ubicación de Tombuctú. La expedición carecía de fondos y como Barrow marcó Trípoli como lugar de salida, tuvieron que cruzar el Sahara.
A pesar de contar con la ayuda del cónsul británico en Trípoli, Hanmer Warrington, que consiguió el apoyo del bajá local, un año después, solo consiguieron llegar hasta Murzuk, donde ambos enfermaron. Ritchie falleció allí, Lyon sobrevivió y viajó un poco más lejos por la región. Regresó a Trípoli, resultando la expedición un completo fracaso.

### Expedición al Paso del Noroeste

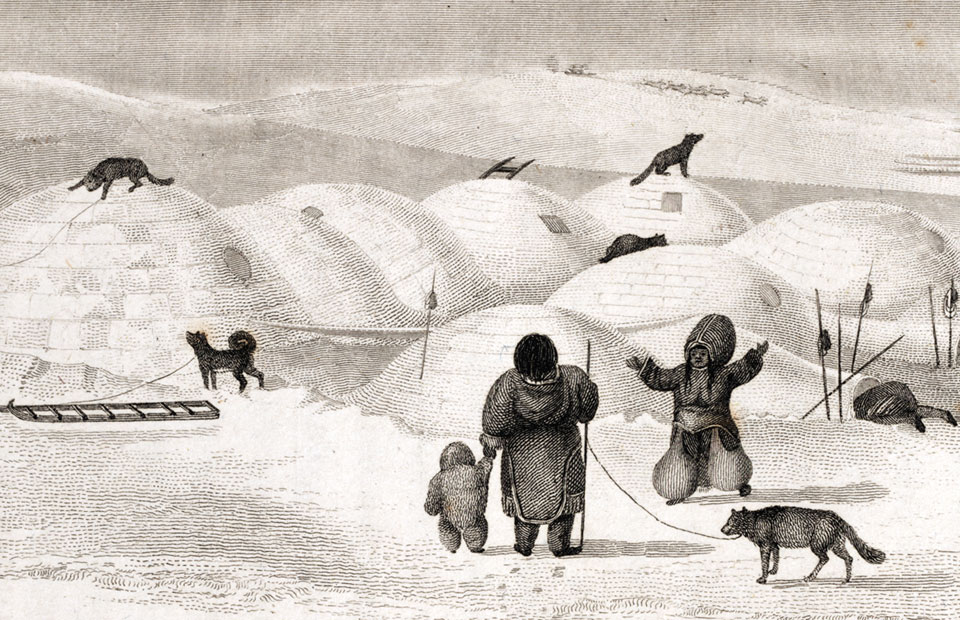
Un pueblo iglú inuit, por Lyon

Como le habían prometido un ascenso a su regreso, presionó al Almirantazgo para que cumpliera su promesa. Finalmente, en 1821, recibió el mando del HMS Hecla en la expedición de William Edward Parry en su segundo intento por cruzar el Paso del Noroeste. La expedición también incluyó a Francis Crozier y James Clark Ross. A su regreso, Lyon recibió el ascenso a capitán.
En 1824, se le dio el mando del HMS Griper un barco que había demostrado ser un pobre buque en el Ártico en la expedición de William Edward Parry de 1819. Su objetivo era navegar hasta la bahía de Hudson y luego hacia el norte a través de Roes Welcome Sound. La bahía de Hudson estaba inusualmente llena de hielo y el Griper se vio obligado a fondear en alta mar en medio de un vendaval con mar gruesa y nieve. Perdió los cables del ancla, y los mástiles y la jarcia resultaron gravemente dañados. A Lyon le llevó tres semanas sacar el barco de la Bahía de Hudson.
La expedición logró poco, pasó dos años en el Ártico y sólo llegó hasta el estrecho del Fury y del Hecla antes de ser detenida por el hielo. Pero la información registrada sobre las tribus inuit que Lyon conoció resultó valiosa para generaciones posteriores de antropólogos, como Franz Boas y Knud Rasmussen, quienes confiaron en los diarios de Lyon como referencia para sus propias observaciones.

### Vida posterior y muerte
Este nuevo fracaso lo llevó a ser incluido en la lista negra de la Marina Real y nunca volvió a tener un mando. 
Se casó con Lucy Louisa, hija menor del revolucionario irlandés Edward Fitzgerald, en 1825. Su esposa murió en septiembre de 1826, al poco de tener una hija, mientras Lyon estaba en México. Lyon no se enteró de la muerte de su esposa hasta que desembarcó en Holyhead, tras haber sobrevivido al naufragio del barco que lo traía de regreso a casa.
Fue nombrado doctor honorario en Derecho Civil por la Universidad de Oxford en 1825, y elegido miembro de la Royal Society en noviembre de 1827. Murió a bordo del paquebote Emulous en ruta de Buenos Aires a Gran Bretaña para ser tratado de problemas oculares. 